# Matthew Spiranovic
Matthew Spiranovic (sinh ngày 27 tháng 6 năm 1988) là một cầu thủ bóng đá người Úc.

## Đội tuyển bóng đá quốc gia
Matthew Spiranovic thi đấu cho đội tuyển bóng đá quốc gia Úc từ năm 2008.

## Thống kê sự nghiệp
| Đội tuyển bóng đá Úc | Đội tuyển bóng đá Úc | Đội tuyển bóng đá Úc |
| Năm                  | Trận                 | Bàn                  |
| -------------------- | -------------------- | -------------------- |
| 2008                 | 2                    | 0                    |
| 2009                 | 2                    | 0                    |
| 2010                 | 1                    | 0                    |
| 2011                 | 7                    | 0                    |
| 2012                 | 4                    | 0                    |
| 2013                 | 0                    | 0                    |
| 2014                 | 5                    | 0                    |
| 2015                 | 5                    | 0                    |
| 2017                 | 1                    | 0                    |
| 2019                 | 5                    | 0                    |
| Tổng cộng            | 36                   | 0                    |